# Los Molinos (Arén)
Los Molinos (Els Molins en catalán ribagorzano) es una localidad española perteneciente al municipio de  Arén, en la Ribagorza, provincia de Huesca, Aragón.
Hasta 1966 perteneció al municipio de Betesa, fecha en la que se integró en el municipio de Arén, por lo que también es conocido por Los Molinos de Betesa.
En su término se encuentra una ermita románica dedicada a San Pedro del siglo X y muy reformada en el XVI.